# Trombiculidae
Trombiculidae (лат.) — семейство клещей из надотряда Acariformes (Trombiculoidea, или Trombidioidea, Prostigmata). Иногда их (паразитов позвоночных), как и близкую группу Trombidiidae (паразитов насекомых) называют краснотелками.

## Распространение
Встречаются всесветно, кроме Антарктиды и зоны тундры. На севере крайняя точка находится в Лапландском заповеднике (68° с. ш., Кольский полуостров). В горах (Гималаи, Памир, Тянь-Шань) отмечены на высотах до 4000 м.

## Описание
Мелкие клещи (около 1 мм, личинки менее 0,2 мм), которые также как клещи-краснотелки Trombidiidae, выделяются светлой желтовато-белёсой или розоватой окраской тела. Личинки с одним дорсальным щитом (проподосома), на котором расположены пара вздутых сенсилл и тактильные щетинки (формула: срединные щетинки AM=0,1,2, переднебоковые щетинки AL=2, заднебоковые щетинки PL=2). У имаго дорсальный щит идиосомы слабо разделён на узкую гистеросому и широкую проподосому (у имаго Trombidiidae такого разделения нет и цвет красный, а у их личинок на дорсальной поверхности не менее двух щитков). Лапки личинок с тремя коготками (у имаго с двумя). Пальпы личинок пятичлениковые, ноги три пары и они состоят из 6-7 члеников. Взрослые стадии и нимфы хищные (среди жертв насекомые и их яйца), обитают в почве. Личинки паразиты (питаются гемолимфой позвоночных и человека). Личинки при укусе человека вызывают раздражение кожи тромбикулёз (тромбидиаз), являются переносчиками риккетсий, вызывающих лихорадку цуцугамуши. Источник инфекции цуцугамуши — личинки краснотелковых клещей родов Leptotrombidium и Neotrombicula, которые нападают на людей и животных для кровососания. Личинка питается только один раз и только на одном хозяине.
Проходят несколько стадий развития: яйцо, предличинка, личинка, протонимфа, дейтонимфа, тритонимфа, взрослые (самцы или самки). Неподвижные три стадии: предличинка, протонимфа и тритонимфа. Хищничают дейтонимфа и имаго, а активным паразитом является личинка. Среди жертв личинок отмечены все группы позвоночных, кроме рыб.

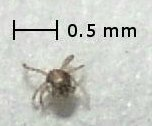
Eutrombicula sp.
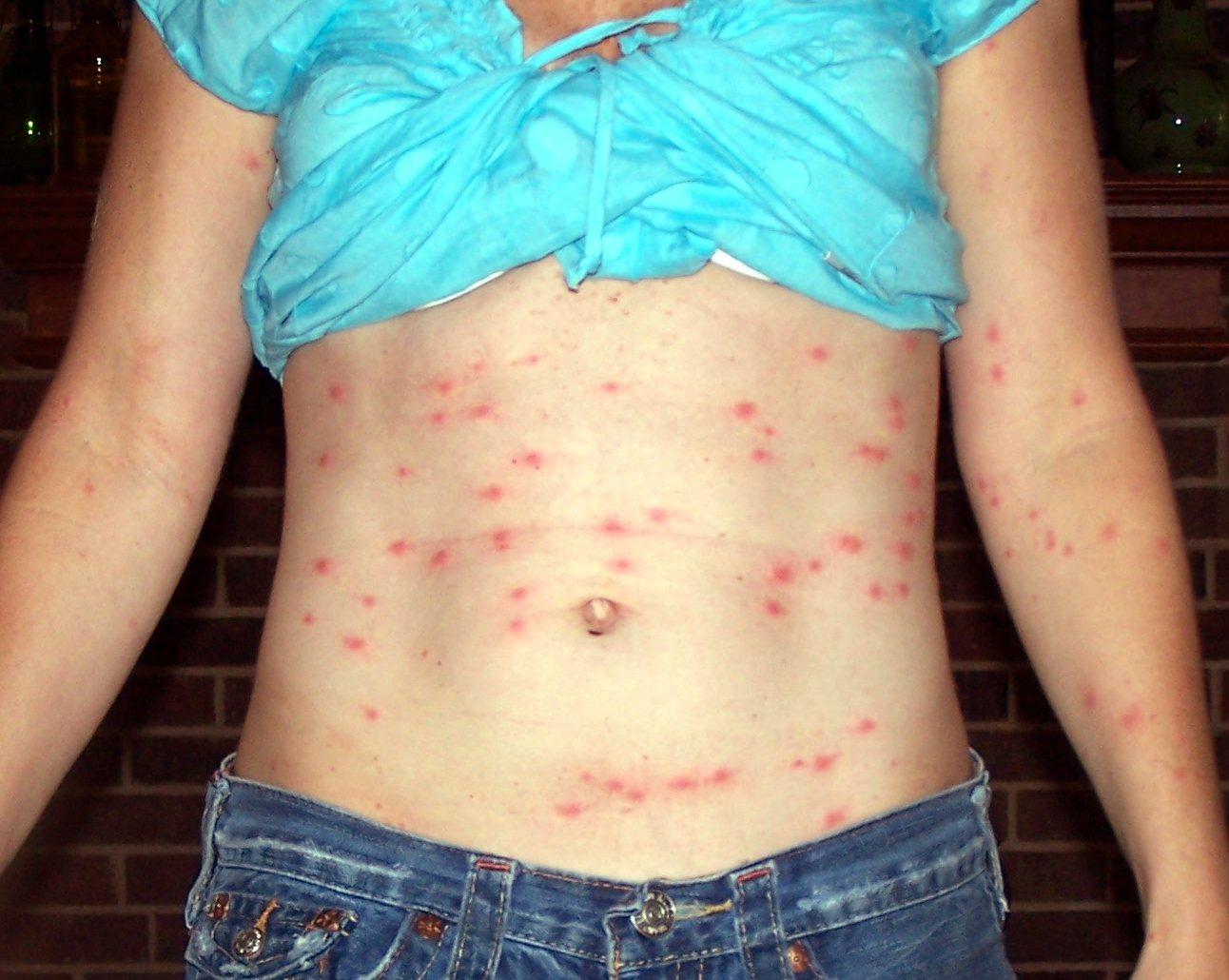
Тромбикулёз
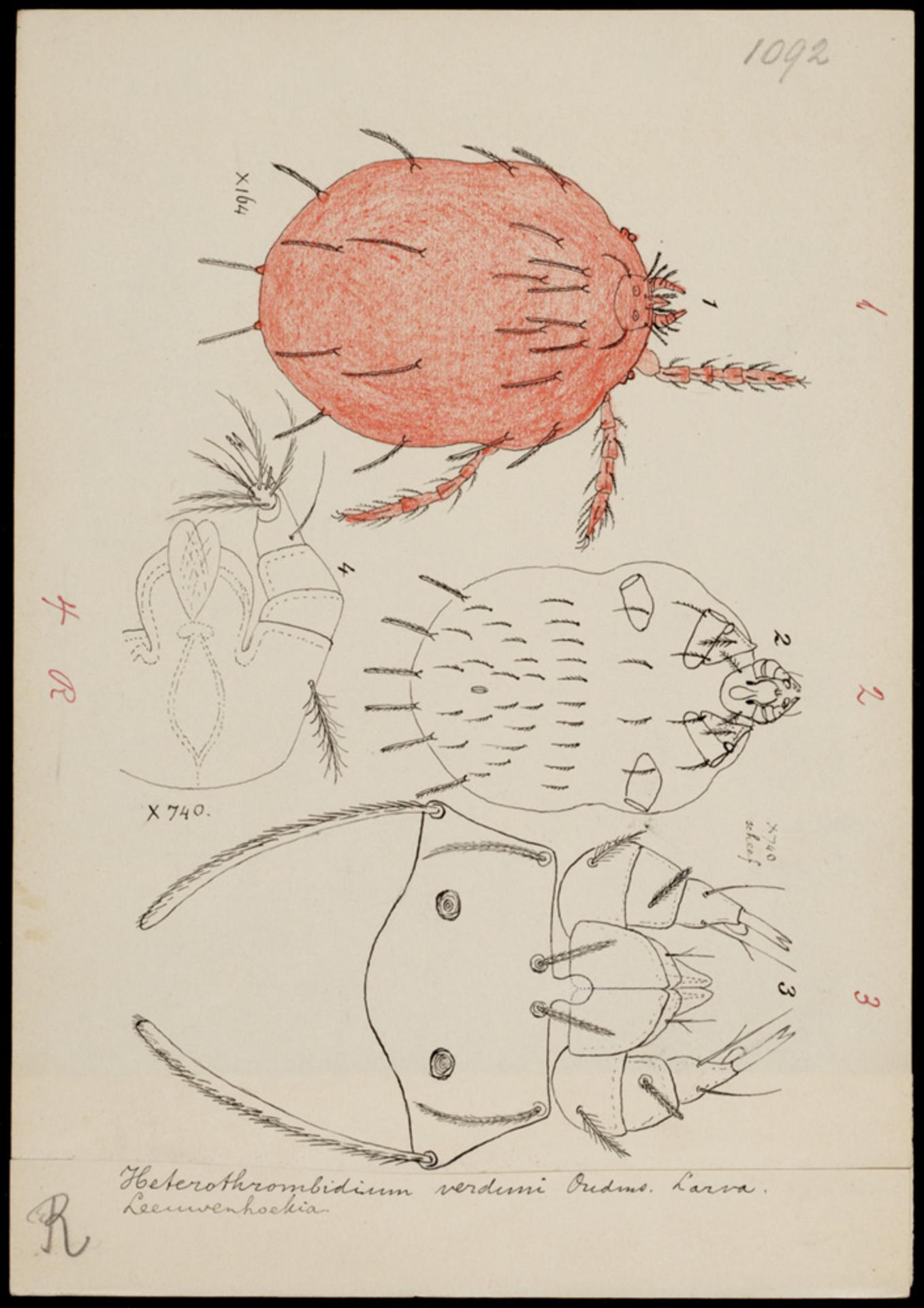
Leeuwenhoekia verduni
Цикл развития (показаны яйца и три активные фазы: личинка, дейтонимфа, имаго

## История изучения
Первые упоминания клещей Trombiculidae относятся ещё к древнему Китаю шестого века, и к 1733 году в Северной Америке впервые были обнаружены тромбикулиды. В 1758 году Карл Линней описал единственный вид, Acarus batatas (ныне Trombicula batatas). Однако большая часть информации о Trombiculidae появилась из-за проблем, возникших во время и после Второй мировой войны.
В качестве отдельного семейства таксон впервые описан американским арахнологом Генри Эллсвортом Юингом (1883—1951). Первоначально это семейство включало два подсемейства, Hemitrombiculinae и Trombiculinae. Австралийский энтомолог и акаролог Герберт Уомерсли (Herbert Womersley; 1889—1962) добавил ещё одно, Leeuwenhoekiinae, который в то время содержало только один род Leeuwenhoekia. Позже он создал отдельное семейство Leeuwenhoekiidae для подсемейства, насчитывающего шесть родов.

## Классификация
Около 3000 видов, описанных в основном по личинкам (лишь несколько сотен описаны по взрослым стадиям развития).
Trombiculidae (около 150 родов, 3000 видов) вместе с семействами Audyanidae Southcott, 1987 (1 род, 1 вид), Johnstonianidae Thor, 1935 (10 родов, 53 вида), Leeuwenhoekiidae Womersley, 1944 (33, 230), Neotrombidiidae Feider, 1959 (5, 24), Trombellidae Leach, 1815 (19, 41), Walchiidae Ewing, 1946 (19, 298) и ?Vatacaridae образует надсемейство Trombiculoidea Ewing, 1929, которое некоторые авторы ранее объединяли вместе с Trombidioidea. Род Hemitrombicula Ewing, 1938 (Hemitrombiculinae Ewing, 1944) был исключён из состава Trombiculidae.
Статус подсемейства Leeuwenhoekiinae некоторые авторы поднимают до семейства Leeuwenhoekiidae (включая в него и подсемейство Apoloniinae).
- подсемейство Apoloniinae Wharton[24]
  - Afracarella Vercammen-Grandjean & Kolebinova, 1968
  - Afropolonia Goff, 1983[25]
  - Anasuscuta Brown, 2009[26]
  - Apolonia Torres et Braga, 1938
  - Arabapolonia Stekolnikov, Carranza & Gomez-Diaz, 2012[27]
  - Sauracarella Lawrence, 1949
  - Straelensia Vercammen-Grandjean & Kolebinova, 1968 (= Liuella D. Q. Wang & X. L. Bai, 1992)[28][29][30]
  - Vargatula Brennan & Yunker in Wenzel & Tipton, 1966
  - Womersia Wharton, 1947
- подсемейство Gahrliepiinae Womersley, 1952 (Walchiinae)
  - Fainiella Vercammen-Grandjean, 1953
  - Gahrliepia Oudemans, 1912
  - Schoengastiella Hirst, 1915
  - Ripiaspichia Vercammen-Grandjean
  - Walchia Ewing, 1931
  - Wuella Wang-Dunqing, Pan-Fenggeng & Yan-Ge, 1997
- подсемейство Leeuwenhoekiinae Womersley, 1944 (или в статусе Leeuwenhoekiidae)
  - Acomatacarus Ewing, 1942
  - Akodonacarus M. L. Goff & J. P. J. Webb, 1989[31]
  - Albeckia Vercammen-Grandjean & Watkins, 1966
  - Andalgalomacarus M. L. Goff & J. O. J. Whitaker, 1984
  - Austracarus Lawrence, 1949
  - Austrombicula Lawrence, 1949
  - Chatia Brennan, 1946
  - Comatacarus Ewing, 1942
  - Hannemania Oudemans, 1911[32]
  - Hyracarus Lawrence, 1949
  - Leeuwenhoekia Oudemans, 1911
    - =Heterotrombidium Verdun, 1909

  - Mastalacarus Goff & Lukoschus, 1983[33]
  - Matacarus Vercammen-Grandjean, 1956
  - Montacarus Kudryashova, 1998
  - Morelacarus Vercammen-Grandjean, 1974
  - Odontacarus Ewing, 1929
  - Paraguacarus M. L. Goff & J. O. J. Whitaker, 1984
  - Sasacarus Brennan et Jones, 1959
  - Scopitrombium R. V. Southcott, 1986
  - Shunsennia Jameson et Toshioka, 1953
  - Tateracarus Goff, 1983
  - Wagenaaria Brennan, 1947
  - Whartonia Ewing, 1944
  - Xenodontacarus Loomis et Goff, 1973
- подсемейство Trombiculinae, триба Schoengastiini Vercammen-Grandjean, 1960 (Schoengastiinae)
  - Aitkenius Brennan, 1970
  - Anahuacia Hoffmann, 1963
  - Anomalaspis Brennan, 1952
  - Argentinacarus Goff & Gettinger, 1995
  - Ascoschoengastia Ewing, 1946
  - Axiogastia Loomis, 1966
  - Bishoplinia Vercammen-Grandjean & Nadchatram, 1965
  - Blix Brennan & Yunker, 1966
  - Boshellia Ewing, 1950
  - Brennanacarus Goff, Yunker & Wheeler, 1987
  - Brunehaldia Vercammen-Grandjean, 1956
  - Carebareia Goff & Brennan, 1977[34]
  - Cheladonta Lipovsky, Crossley & Loomis, 1955
  - Chilacarus J. P. J. Webb, S. G. Bennett & R. B. Loomis, 1986
  - Colicus Brennan, 1970[35]
  - Delmohius J. M. Brennan & M. L. Goff, 1978[36]
  - Dermadelema Pomeroy & Loomis, 1984
  - Doloisia Oudemans, 1910
  - Ectonyx Brennan, 1960
  - Endotrombicula Ewing, 1931
  - Eusaperium Brennan, 1970
  - Euschoengastia Ewing, 1938
  - Extraschoengastia Kudryashova, 1998
  - Farrellioides Vercammen-Grandjean, 1960
  - Fauranius Brennan & Lukoschus, 1971
  - Gerbillicula M. G. Kolebinova, 1984 (?)
  - Guntheria Womersley, 1939
  - Helenicula Audy, 1954
    - =Globularoschoengastia Chen & Hsu, 1955

  - Herpetacarus Vercammen-Grandjean, 1960[37]
    - =Arisocerus Brennan, 1970
    - =Dongyangsha T. Wen, 1984
    - =Proschoengastia

  - Holubicula M. Daniel & P. H. Vercammen-Grandjean, 1985 (?)
  - Intercutestrix Brennan & Yunker in Wenzel & Tipton, 1966
  - Kayella Vercammen-Grandjean, 1960
  - Loomisia Brennan & Reed, 1972
  - Mackiena Traub & Evans, 1950
  - Neoschoengastia Ewing, 1929
  - Oenoschoengastia Womersley & Kohls, 1947
  - Omogastia Wang, 1995
  - Ornithacarus Vercammen-Grandjean, 1960
  - Ornithogastia Vercammen-Grandjean, 1960
  - Parascoschoengastia Vercammen-Grandjean, 1960
  - Perissopalla Brennan & White, 1960[38]
  - Poliremotus J. M. Brennan & M. L. Goff, 1978[36]
  - Pseudoschoengastia Lipovsky, 1951
  - Radfordiana Womersley, 1952
  - Rhinibius Brennan & Yunker, 1969
  - Riedlinia Oudemans, 1914
  - Quadraseta Brennan, 1970
  - Schoengastia Oudemans, 1910
    - =Phrynacarus Lawrence, 1949

  - Schoutedenichia Jadin & Vercammen-Grandjean, 1954
  - Serratacarus M. L. Goff & J. O. J. Whitaker, 1984
  - Susa Audy & Nadchatram, 1960
  - Tauffliebiella Vercammen-Grandjean, 1960
  - Trisetica Traub & Evans, 1950
  - Trombigastia Vercammen-Grandjean & Brennan, 1957
  - Walchiella Fulle in Wharton & Fulle, 1952
- подсемейство Trombiculinae Ewing, 1929, триба Trombiculini
  - Acariscus Ewing, 1943
  - Afrotrombicula Kolebinova & Vercammen-Grandjean, 1978
  - Alexfainia Yunker & Jones, 1961
  - Atelepalme Brennan & Reed, 1973
  - Aniatrus Brennan & Jones, 1961
  - Aplodontophila W. J. Wrenn & C. Maser, 1981
  - Audytrombicula Vercammen-Grandjean, 1963
  - Babiangia Southcott, 1954
  - Blanciella Vercammen-Grandjean, 1960
  - Blankaartia Oudemans, 1911
    - = Pentagonella Thor, 1936

  - Chiroptella Vercammen-Grandjean, 1960
  - Crotiscus Ewing, 1944
  - Crotonasis Brennan & Yunker, 1966
  - Elianella Vercammen-Grandjean, 1956
  - Ericotrombidium Vercammen-Grandjean, 1966
  - Euschoengastoides Loomis, 1954
  - Eutrombicula Ewing, 1938
  - Fereus Brennan & Jones, 1961
  - Fonsecia Radford, 1942
  - Fonsecula Loomis, 1966
  - Grandjeana Koçak & Kemal, 2009
  - Heaslipia Ewing, 1944
  - Heaslipioides Vercammen-Grandjean, Nadchatram & Traub, 1966
  - Hexidionis Vercammen-Grandjean & Loomis, 1967
  - Hirsutiella Schluger & Vysotzkaja, 1970
  - Hoffmanniella Vercammen-Grandjean, 1960
  - Hoffmannina Brennan & Jones, 1959[39]
  - Huabangsha T. H. Wen, Z. Z. Yu & G. R. Yang, 1980
  - Hyponeocula Vercammen-Grandjean, 1960
    - =Bernia Allred & Beck, 1966

  - Hypotrombidium Vercammen-Grandjean, 1966
  - Iguanacarus Vercammen-Grandjean, 1965
  - Kaaia Brennan, 1958
  - Kepkatrombicula Kudryashova & Stekolnikov, 2010
    - =Eutonella Kudryashova, 1988

  - Lacertacarus Shluger & Vasilleva, 1977
  - Laotrombicula Stekolnikov, 2014[40]
  - Leptotrombidium Nagayo, Miyagawa, Mitamura & Imamura, 1916[41]
    - =Hsuella D. Q. Wang, Z. Y. Li & L. C. Shi, 1989
    - =Montivagum N. I. Kudryashova, 1988

  - Lorillatum Nadchatram, 1963
  - Machadella Taufflieb, 1965
  - Marcandrea Vercammen-Grandjean, 1960
  - Megatrombicula Michener, 1947
  - Microtrombicula Ewing, 1950
  - Miyatrombicula Sasa, Kawashima & Egashira, 1952
  - Multigniella Vercammen-Grandjean & Fain, 1957
  - Muritrombicula Z. Z. Yu, Z. D. Gong & K. H. Tao, 1981
  - Myotrombicula Womersley & Heaslip, 1943
  - Neacariscus Vercammen-Grandjean, 1960
  - Neotrombicula Hirst, 1915
  - Neotrombiculoides Vercammen-Grandjean, 1960
  - Novotrombiucla Womersley & Kohls, 1947
  - Nycterinastes Brennan & Reed, 1973
  - Oaxacarus M. L. Goff & G. S. Spicer, 1980
  - Octasternala Brown, 1990
  - Otorhinophila Wrenn & Loomis, 1967
  - Oudemansidium Vercammen-Grandjean & Andre
  - Paratrombicula M. L. Goff & J. O. J. Whitaker, 1984
  - Peltoculus Brennan, 1972
  - Pentidionis Vercammen-Grandjean & Loomis
  - Pentagonaspis Vercammen-Grandjean & André, 1966
  - Perates Brennan & Dalmat, 1960
  - Phalcophila Brennan & Reed, 1973
  - Polylopadium Brennan & Jones, 1961
  - Riedlinia Oudemans, 1914
  - Rudnicula Vercammen-Grandjean, 1964
  - Sasatrombicula Vercammen-Grandjean, 1960
  - Sauriscus Lawrence, 1949
  - Speleocola Lipovsky, 1952[42]
  - Striatiscuta Y. H. Hsu & Y. C. Hsu, 1982
  - Tanautarsala Vercammen-Grandjean, 1960
  - Tecomatlana Hoffmann,
  - Tectumpilosum Z. Feider, 1983
  - Teratothrix J. M. Brennan & M. L. Goff, 1978[36]
  - Toritrombicula Sasa, Hayashi and Kawashima, 1953
  - Trombicula Berlese, 1910
  - Trombiculindus Radford, 1948
  - Trombiculoides Jacot, 1938
  - Vanidicus Brennan & Jones, 1961
  - Vatacarus Southcott, 1957
  - Vercammenia Audy & Nadchatram, 1957
  - Vergrandia Yunker & Jones, 1961
  - Whartonacarus Vercammen-Grandjean, 1960
  - Willmannium Vercammen-Grandjean & Langston, 1976
  - Xinjiangsha Wen & Shao, 1984
    - =Aboriginesia Kudryashova, 1993

  - Zumptrombicula Vercammen-Grandjean, 1967

Incertae sedis (описаны по взрослым особям)
- Cubanothrombium Z. Feider, 1983
- Dolichotrombicula Feider, 1977
- Heterotectum Z. Feider, 1983
- Ipotrombicula Womersley, 1952
- Pentagonotectum Z. Feider, 1983
- Speotrombicula Ewing, 1946
- Tenotrombicula Vercammen-Grandjean, 1965